# Мари Слип
Мари Слип (настоящее имя Сергей Сергеевич Слободчиков; род. 26 декабря 1980 года) — клавишник, аранжировщик, композитор и продюсер группы Otto Dix, автор серии рассказов о Дальнем Востоке в жанре социальной прозы .
Окончил музыкальную школу по классу фортепиано. С 13 лет увлекается программированием, поныне любит старые компьютерные игры. Работать в музыкальном направлении начал с ZX Spectrum - разработки звукового сопровождения к собственным играм (8-й отдел; Империя 1,2,3), с тех пор написал более 500 музыкальных треков. Увлекается графикой.
В 2006 году Сергей открывает свой лейбл «Dizzaster», занимающийся изданием музыки и книг.
В 2007 году совместно с Кириллом Мальцевым организовывает ежегодный арт-фестиваль в попытках вывести готическую культуру из андерграунда. Выставка была названа Artdarkwave, как производное от слова darkwave.

## Музыкальная деятельность
Композитор и продюсер группы Otto Dix — российской дарквейв группы, сформировавшейся в 2004 году в Хабаровске, позже переехавшей в Санкт-Петербург.
В музыке используются резкие, надрывные мелодии, исполненные в минорных тонах. Некоторые мелодии в отдельных медленных песнях приближают музыкальный ряд к Dark Ambient. В то же время, в отдельных песнях («Птицы», «Война», «Бог мёртв», «Железный прут», «Глина») можно услышать тяжёлые риффы, характерные для индастриал-метала, а некоторые песни альбома Анимус («Падение», «Алтарь», «Глина» и, собственно, «Анимус») выполнены в этом жанре.
Сами же участники группы называют свой стиль «Электронный авангард».

## Книги Сергея Слободчикова

### «Человек Инфу»
Сборник рассказов, «метафоричных и автобиографичных, сложных и простых одновременно. Подчас сложно судить, что из написанного — факт, а что — выдумка автора».
Год издания: 2009
Жанр: сборник рассказов

### «Недалеко От Гетто»
В книгу вошли две повести и рассказы в жанре магического реализма, сочетающий в себе реалии маргинального общества и сюрреалистическую метафоричность. Попытка заглянуть в сумрачное сознание людей, теряющих связь с внешним миром, простые и жизненные ситуации под необычным углом зрения или же просто иносказательные притчи. Также книга содержит исторические хроники жизни на Дальнем Востоке 90-х годов.
Была выпущена также аудиокнига.

### «Отче»
Автобиографическая повесть, в которой автор «описывает быт Дальнего Востока 90-х годов. Его мир наполнен маргиналами, бродягами всех мастей, зеками и просто людьми, попавшими в отчаянное положение.
Это книга являет собой откровенные записки из моей личной жизни, которые подобно мозаике собираются в целостную картину. Я создал свой автопортрет без прикрас, используя серые тона повседневности и быта в котором я томился, произрастая на Дальнем Востоке».

### «Все пророки лгут»
«Дальний восток, 90-е годы прошлого века. В этом забытом Богом регионе, процветает бандитизм и бродяжничество. Криминальные авторитеты подминают под себя все, что могут, в том числе милицию. Бомжи собираются на помойках, воруют, ищут еду и теплое место для ночлега. В этой среде борются за выживание двое бездомных. Плешивый — возвышенный мечтатель в задрыпаном синем пиджачке, и его Калека — добродушный инвалид в кресле-каталке. Несмотря на все невзгоды жизни, Плешивый мечтает о светлом месте, где на равных смогли бы жить и вор и последняя шлюха».

### «История Российской Темной Сцены»
В 2010 году под псевдонимом принял участие в написании «Истории Российской Темной Сцены» — книга о готической субкультуре в России и странах СНГ, об ее истоках, инфраструктуре, истории развития и людях, так или иначе участвующих в ее создании. Книга содержит энциклопедическую информацию о группах и исполнителях, творящих на срезе данного жанра. По словам автора, «основная задача книги заключается в сохранении памяти о группах и людях, которые повлияли на развитие российской темной сцены».
В книгу вошли такие представители российского андерграунда, такие группы как Biopsyhoz, Roman Rain, Шмели, Собаки Табака, C File, Necrostellar, Otto Dix, а также лейблы, печатные издания и немалоизвестные и значимые личности сцены: Виталий Stranger, Максим Mad Max2, Алексей Flop, Михаэль Драу и другие.

### Периодические издания
- Ярослав «Yara» Жоган. Otto Dix (интервью с Михаэлем Драу и Мари Слип) // Gothica. — 2007. — № 5. — С. 24—25.
- Татьяна Виниченко. Otto Dix (интервью с Михаэлем Драу и Мари Слип) // Rock Oracle : журнал. — 2009. — № 1. — С. 8—11. Архивировано из оригинала 25 августа 2009 года.